# Mark A (tank)
Tank Mark A „Whippet“ byl britský střední tank užívaný v první světové válce. Jeho úkolem měla být podpora těžkých britských tanků Mark I/II/III a Mark IV, kdy měl díky své rychlosti a obratnosti využít průlomů v nepřátelských liniích.
Na jedné straně se jednalo o stroj, který byl nevhodný pro zákopovou válku, resp. překonávání zákopů, na straně druhé šlo na tu dobu o poměrně rychlé vozidlo, které se dokázalo obratně pohybovat a zasazovat nepříteli údery. Celkem bylo vyrobeno 200 ks.

## Nasazení
Tanky Mark A se dostaly na frontu poměrně pozdě, v době, kdy byla Britská armáda, která se vzpamatovávala z Třetí bitvy u Yper,
v podstatě neaktivní. Poprvé se dostaly do boje v březnu 1918. Předvedly tehdy svoji užitečnost při krytí ústupu pěších divizí odrážejících německý nápor v rámci takzvané Ludendorffovy ofenzívy. Whippety byly tehdy přiděleny k tankovým praporům jako zvláštní roty X. Při jedné srážce 24. dubna poblíž francouzské vesnice Cachy zničila jediná rota Whippetů o síle 7 tanků celé dva prapory německé pěchoty, které přistihla v otevřeném prostoru. Tanky přitom postřílely přes 400 vojáků. Téhož dne byl jeden Mark A zničen v souboji s německým A7V. Jednalo se teprve o druhou tankovou bitvu v dějinách a o jediný případ, kdy se britský Mark A utkal s nepřátelským tankem.
Whippety se pak po boku tanků Mark IV a Mark V zúčastnily 8. srpna 1918 bitvy o Amiens, o níž se vrchní velitel německé armády generál Erich Ludendorff vyjádřil jako o „černém dni německé armády“. Whippety vpadly do německého týlu a způsobily v daném sektoru ztrátu veškerého dělostřelectva. Z této zdrcující rány se Němci nedokázali vzpamatovat.

### Poválečné osudy

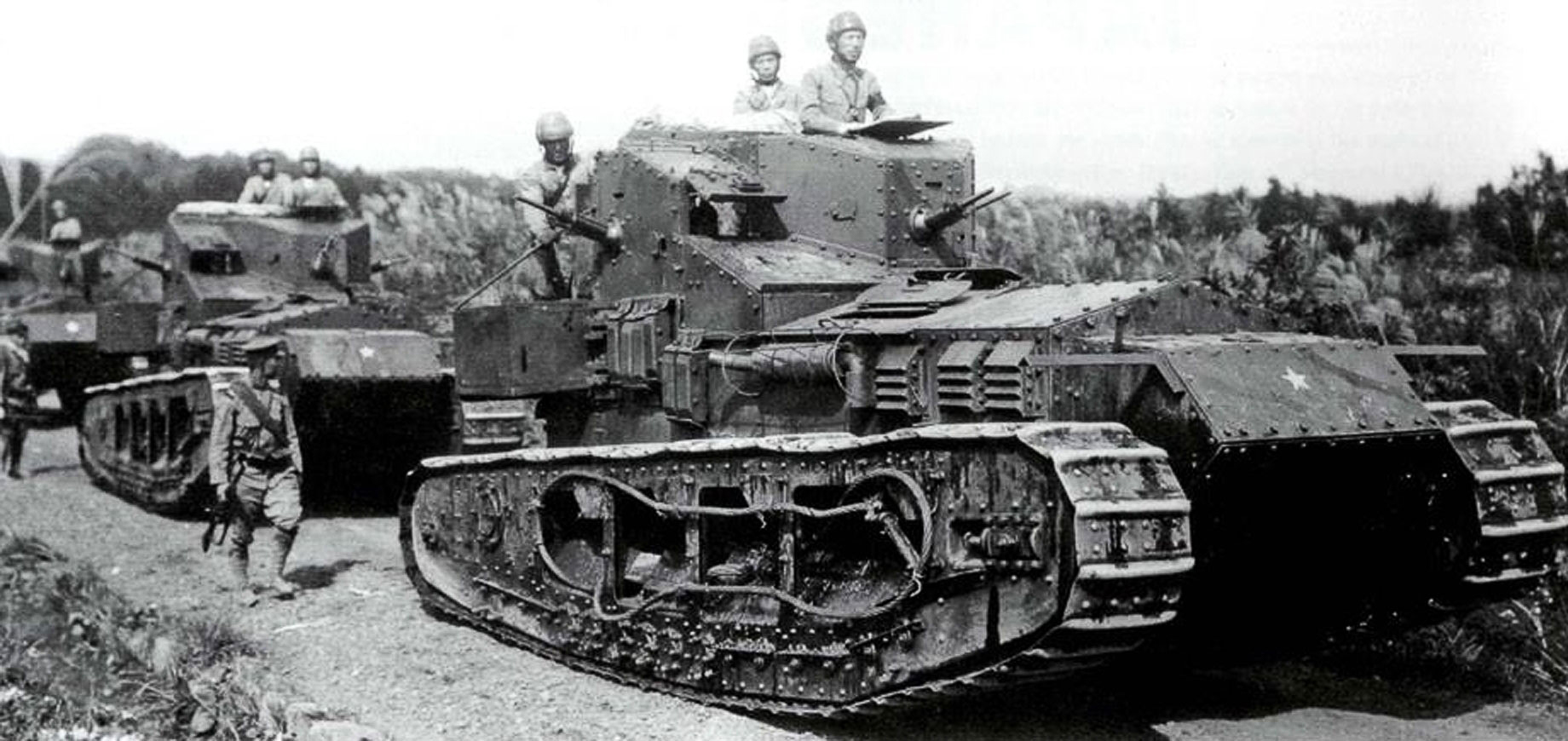
Tanky Mark A japonské armády počátkem 30. let v Mandžusku

Po válce byly whippety během britsko-irské války poslány do Irska, aby sloužily u 117. královského tankového praporu.
Sedmnáct tanků bylo odesláno s expedičními silami na pomoc Bílé armádě proti Sovětskému Rusku. Rudé armádě se podařilo zmocnit se 12 z nich a používala je až do 30. let, přičemž alespoň jeden tank osadila francouzským 37milimetrovým kanónem Puteaux SA 18.
Asi šest tanků Mark A bylo prodáno do Japonska, kde zůstaly ve službě asi až do počátku 30. let.